# Marktkreuz

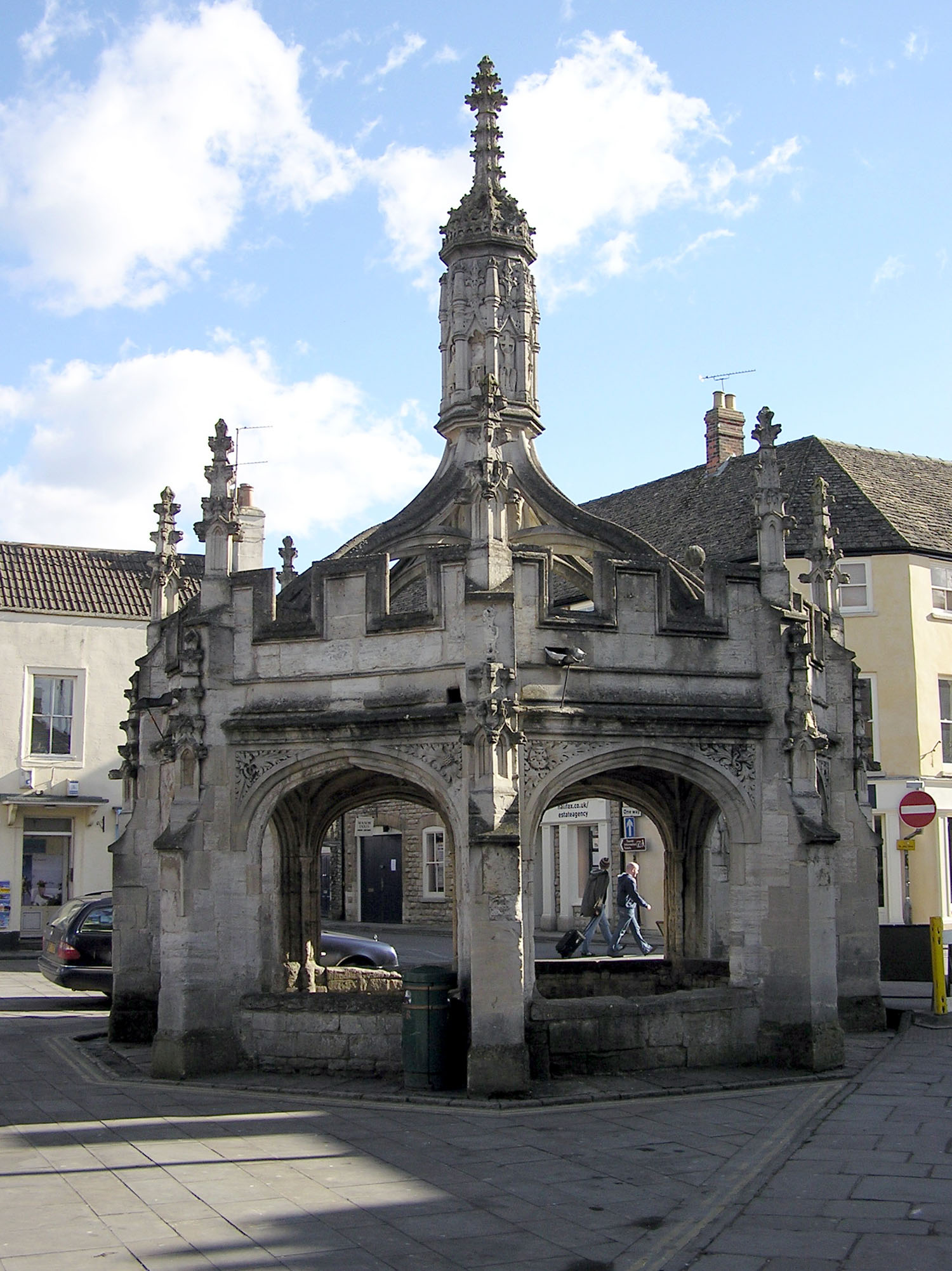
Marktkreuz in Malmesbury

Ein Marktkreuz ist ein Bauwerk, das den Markt in Marktflecken markiert. In den deutschen Ortsgründungen errichteten die Einwohner an dieser Stelle häufig einen Marktbrunnen, der sowohl zur Trinkwasserbereitstellung diente als auch bei den Marktgeschäften dienen konnte.
Besonders ausgeprägte Marktkreuze finden sich in Großbritannien. Britische Auswanderer brachten diese Bauwerke mit in die Kolonien, sodass Marktkreuze auch in kanadischen und australischen Stadtzentren zu finden sind.

## Formen
Marktkreuze können sehr unterschiedliche Formen haben. Es finden sich von Obelisken und Kreuzen bis zu ausgearbeiteten Gebäuden wie in Chichester Kreuze verschiedener Größen, meistens aus Stein, manchmal auch aus Holz.

## Beispiele

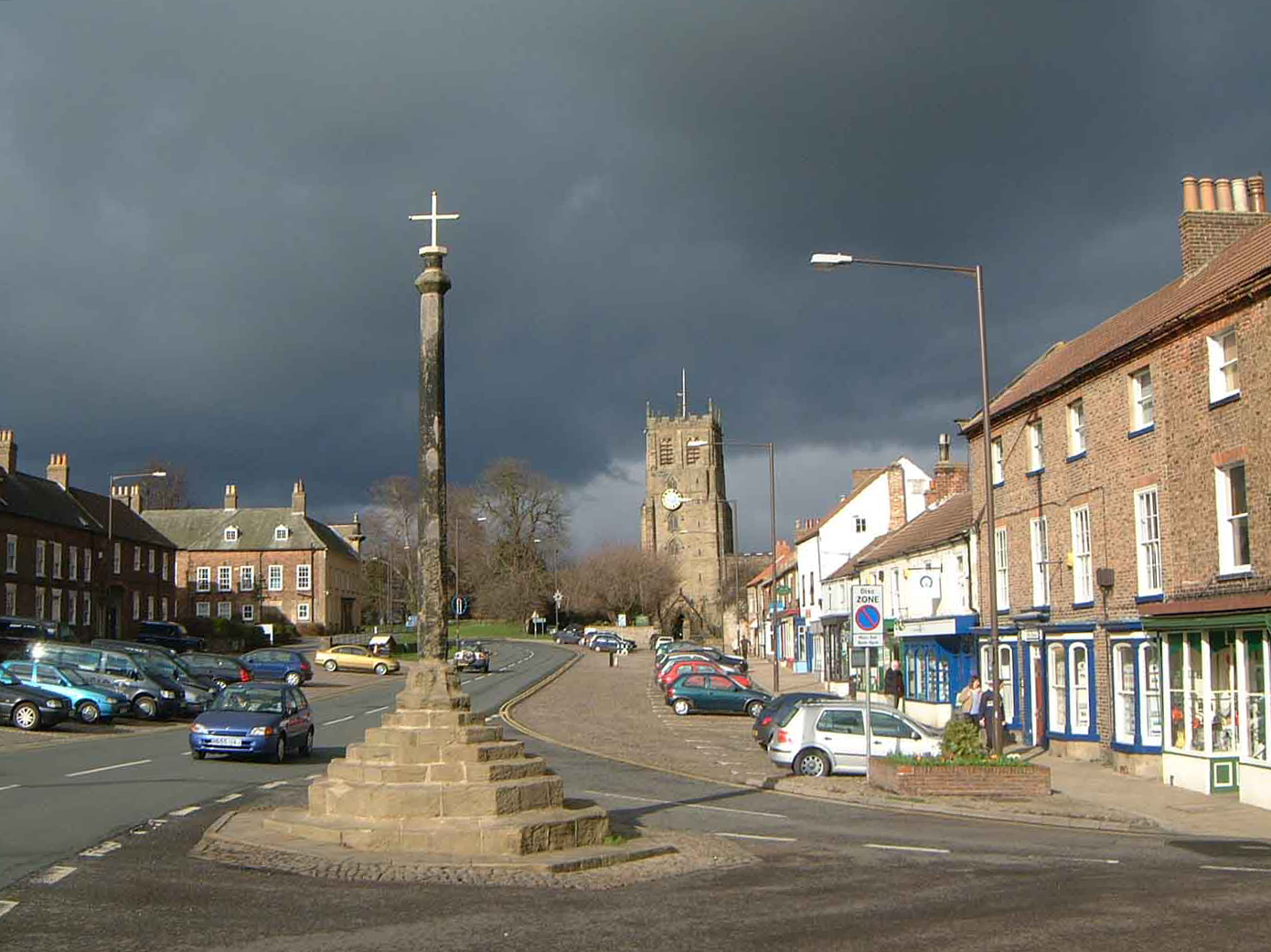
Bedale
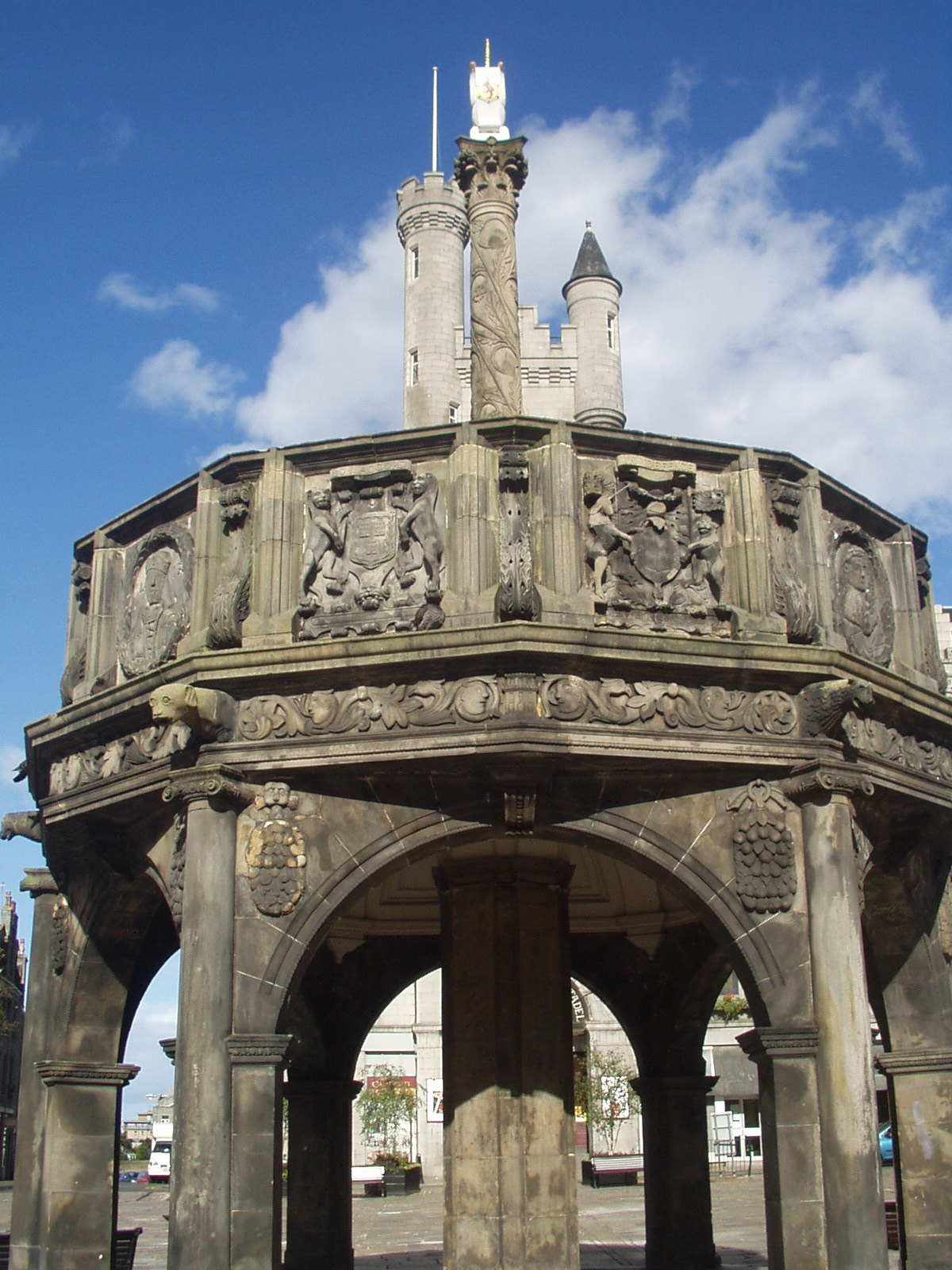
Aberdeen
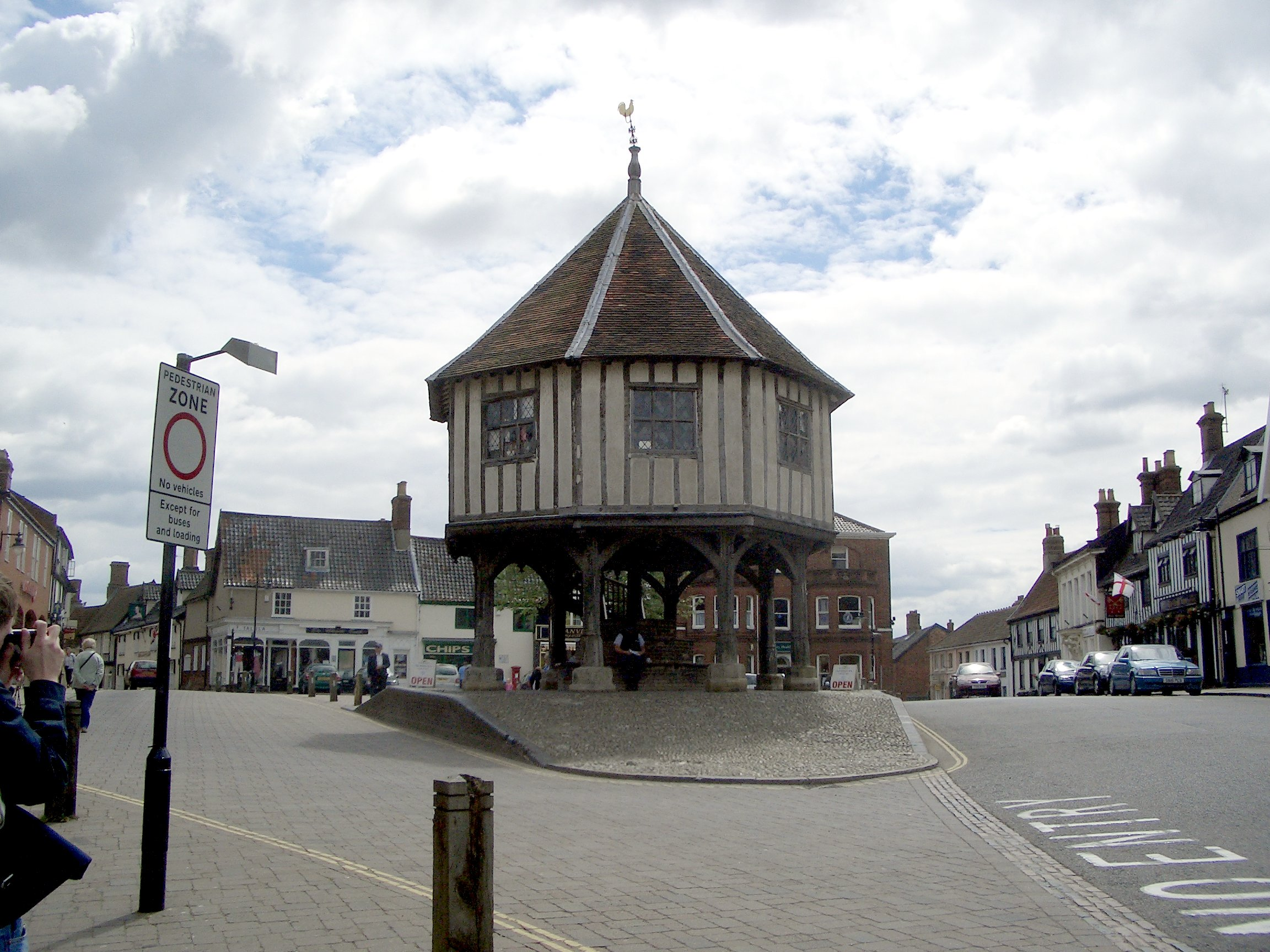
Wymondham
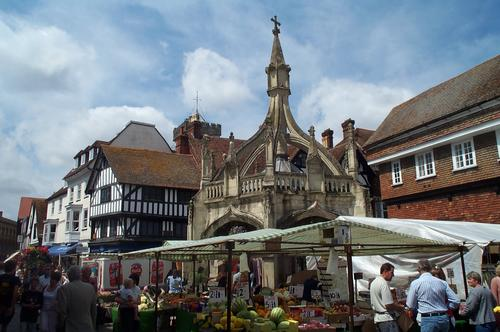
Salisbury
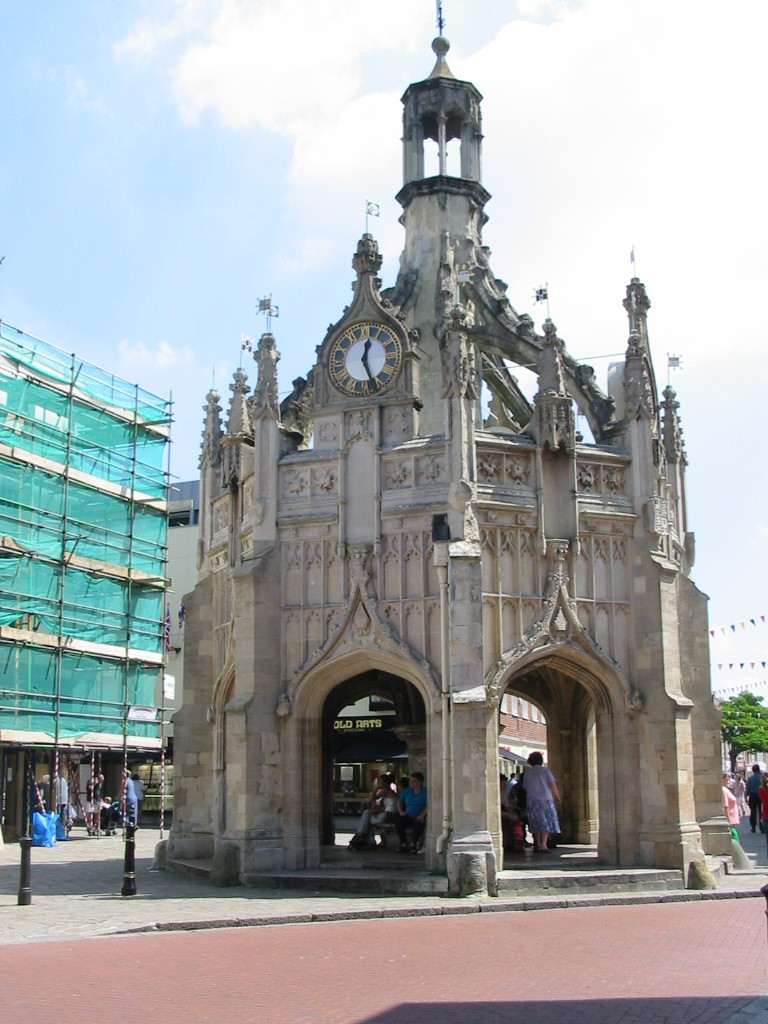
Chichester
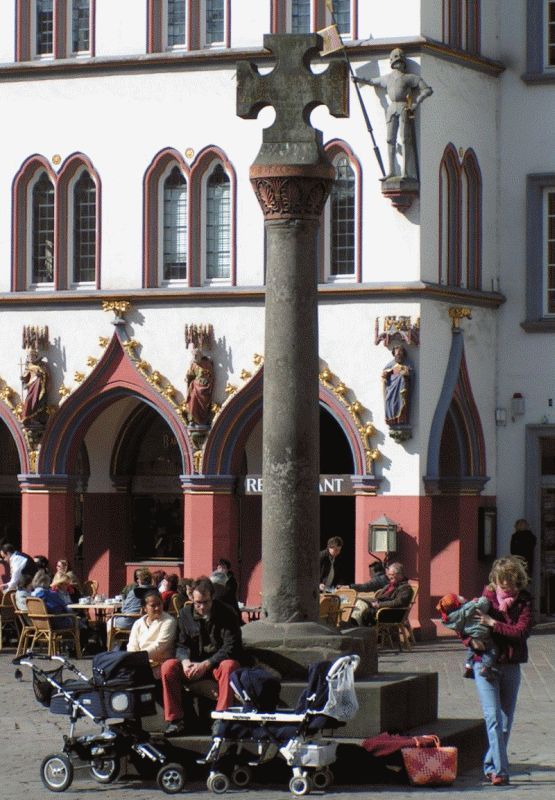
Trier
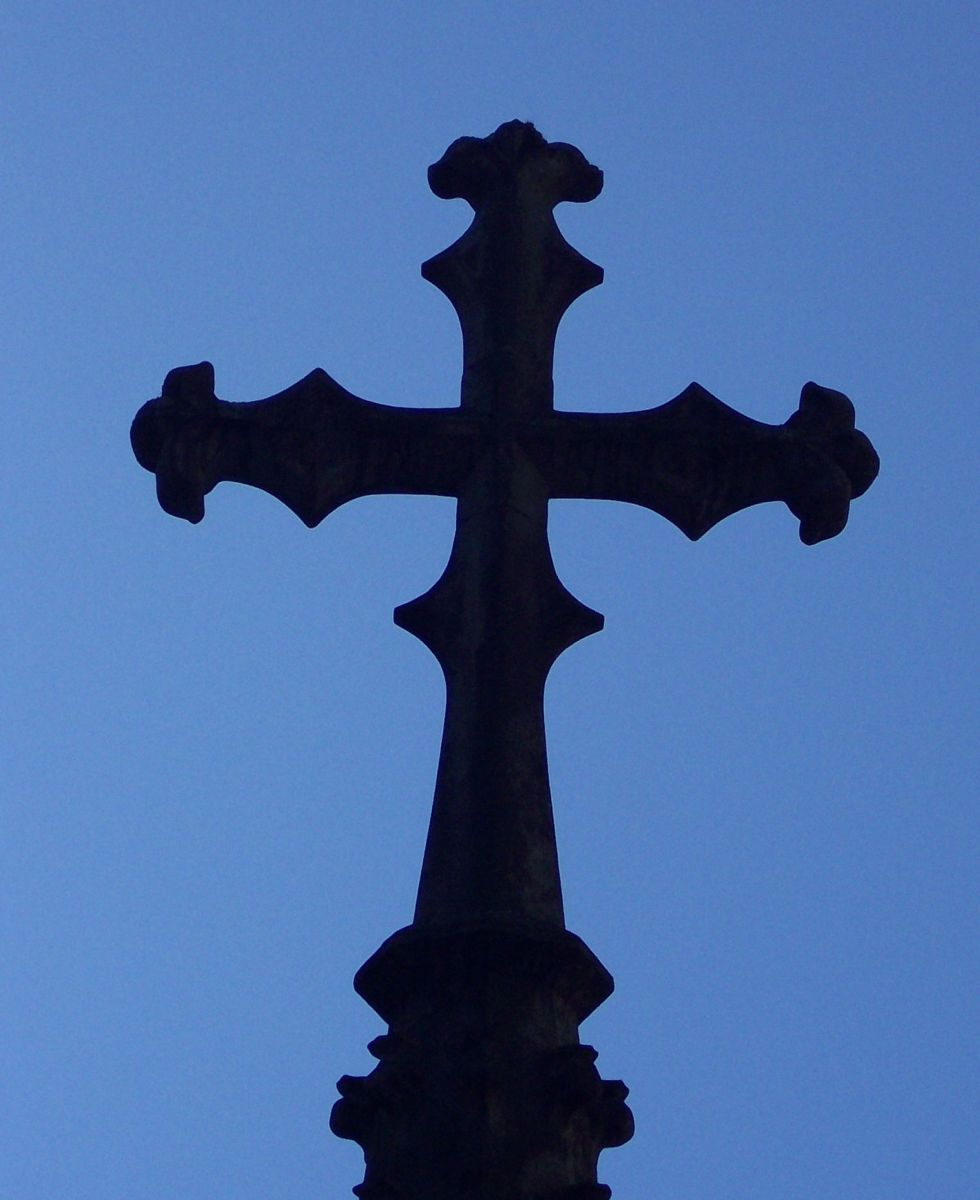
Coesfeld